# Johan Esberg
Johan Esberg, latiniserat Johannes Esbergius Nericius, född den 2 april 1665 i Kumla, död den 17 april 1734 i Visby, var en svensk superintendent och riksdagsman samt professor och rektor vid Uppsala universitet. 

## Biografi
Johan Esberg var son till hovpredikanten Andreas Laurentii Edsbergius från Edsberg och Clara Fogdonia. Morfadern Daniel Fogdonius var som lektor vid Strängnäs gymnasium bekant med Mattias Steuchius och Jacobus Johannis Zebrozynthius, båda periodvis professorer vid Uppsala universitet. Johan hade två bröder. Zacharias Esberg blev biskop och Daniel Esberg var collega i Örebro men avsattes för att han misskötte tjänsten.
Inskriven vid Uppsala universitet sedan 1677 disputerade Esberg 1683 för Johannes Bilberg med Mikrokosmoskopias seu brevis tractatus de homine, och promoveringen skedde två år senare, samma år som föräldrarna avled. 
Han företog därefter en längre tids utrikes resa, troligen bekostad av arvet men också ett år med kungligt stipendium. Resan finns väl dokumenterad i ett itinerarium som förvaras på Uppsala universitetsbibliotek, och gick via Tyskland till Italien. 1687 besökte han Rom och fick kontakt med jesuiten Andreas Galdenblad som var i drottning Kristinas tjänst. Han återkom sedan till Tyskland, där han i Giessen på sin tjugusjätte födelsedag (1691) promoverades till teologie doktor. Två år senare befann han sig fortfarande i Giessen och skall enligt egen utsago ha försvarat katolicismen inför Lars Molin "för övnings skull". 1692 den 7 maj skrev han ett brev till påven Innocentius XII där Esberg skriver att han vill ha 300 scudi för att betala skulder efter bokinköp och att han i utbyte mot detta skulle offentligt förklara sig vara katolik. Av brevet framgår att detta inte var parternas första kontakt med varandra.
Året därefter, 1694, återvände Esberg till Uppsala där han gifte sig med Magdalena Lundia, dotter till professor Carl Lundius och Gertrud Lohrman. Esbergs svärmor var Olof Rudbeck d.ä.s svägerska, och äktenskapet innebar att Esberg hamnade i den rudbeckska kretsen i universitetsstaden. I januari 1695 bad Rudbeck Karl XI personligen att Esberg skulle få tjänsten som kyrkoherde i Almunge, vilket han i februari fick. Samma år ansökte Esberg om professuren i orientaliska språk, men den tjänsten gick i stället till Johan Palmroot. Det var vid ansökningen till denna professur som det började ryktas om Esbergs kontakter med påven och Esberg rannsakades av teologiska fakulteten. Vid rannsakningen tillstod Esberg att han handlat in delirio och verkar ha övertygat fakulteten om sin renlärighet.
1698 utnämndes Esberg till professor i grekiska litteraturen i Uppsala, preses vid prästmötet i Uppsala 1699, och 1703 utsågs han till teologie professor. I sistnämnda professur framlades väldigt många avhandlingar. En serie disputationer, De articulis fidei, omfattar 738 sidor. Han skötte professurerna samtidigt som han var kyrkoherde i Gamla Uppsala, och var universitetets rektor ht. 1703 och vt. 1707.
Av fullmakt från Karl XII i Bender blev Esberg år 1711 utnämnd till superintendent på Gotland, och var därmed prästeståndets representant i riksdagen. Vid riksdagen 1723 gjorde han skandal när han upprepade gånger ertappades med att vara kraftigt berusad och var därför suspenderad från sin tjänst på Gotland i tre månader. Hans son Carl avrättades 1717, men det är oklart varför.
Esberg hann vara superintendent på Gotland i 23 år, men trivdes inte. Han klagar i ett brev till Arvid Horn över att han inte befordrats till biskop i Linköping, över att kriget innebar ständig livsfara för honom och över krämpor. Han var dock en omtyckt superintendent och lärare.
Svenskt biografiskt handlexikon citerar en onämnd skribent som yttrar sig om Esberg: "Han var en man med stora gåfvor, förträffligt minne, vidsträckt lärdom, vältalig och förde en kostelig penna", som, fortsätter SBH, "likväl ej lämnat andra minnen efter sig, än ett par liktal och några akademiska disputationer."